# Milton Caniff
Pour les articles homonymes, voir Caniff.
Milton Arthur Paul Caniff, né le 28 février 1907 à Hillsboro (Ohio) et mort le 3 mai 1988 à New York, est un auteur de bande dessinée américain surtout connu pour ses comic strips Terry et les Pirates et Steve Canyon. Il est considéré comme un maître du noir et blanc. Il a été le quatrième auteur à être ajouté au Will Eisner Award Hall of Fame en 1988.

## Biographie

### Enfance et études
Milton Caniff, naît le 28 février 1907 à Hillsboro dans l'État de l'Ohio.
Son père, John William Caniff, était imprimeur. Dès l'âge de sept ou huit ans, il fréquente les salles de rédaction. Il est recruté comme commissionnaire à la Western Union d'Hillsboro. Son père, souffrant de la tuberculose, réside pendant l'hiver en Californie à Redlands. À neuf ans, Milton y vend des journaux. En 1916, il intervient en tant que figurant dans des petites productions hollywoodiennes qui le rémunèrent avec des oranges. En 1919, il est inscrit au lycée de Dayton et devient scout.
Très jeune il crée des bandes dessinées et dès 1922, il publie une de ses créations dans le journal local[réf. nécessaire]. Ses premières illustrations sont publiées dans Dayton Daily News, dans le Dayton Journal et dans le Daily News de Miami.
Il fait des études artistiques et est diplômé des beaux-arts de l'université de l'Ohio.

### Carrière

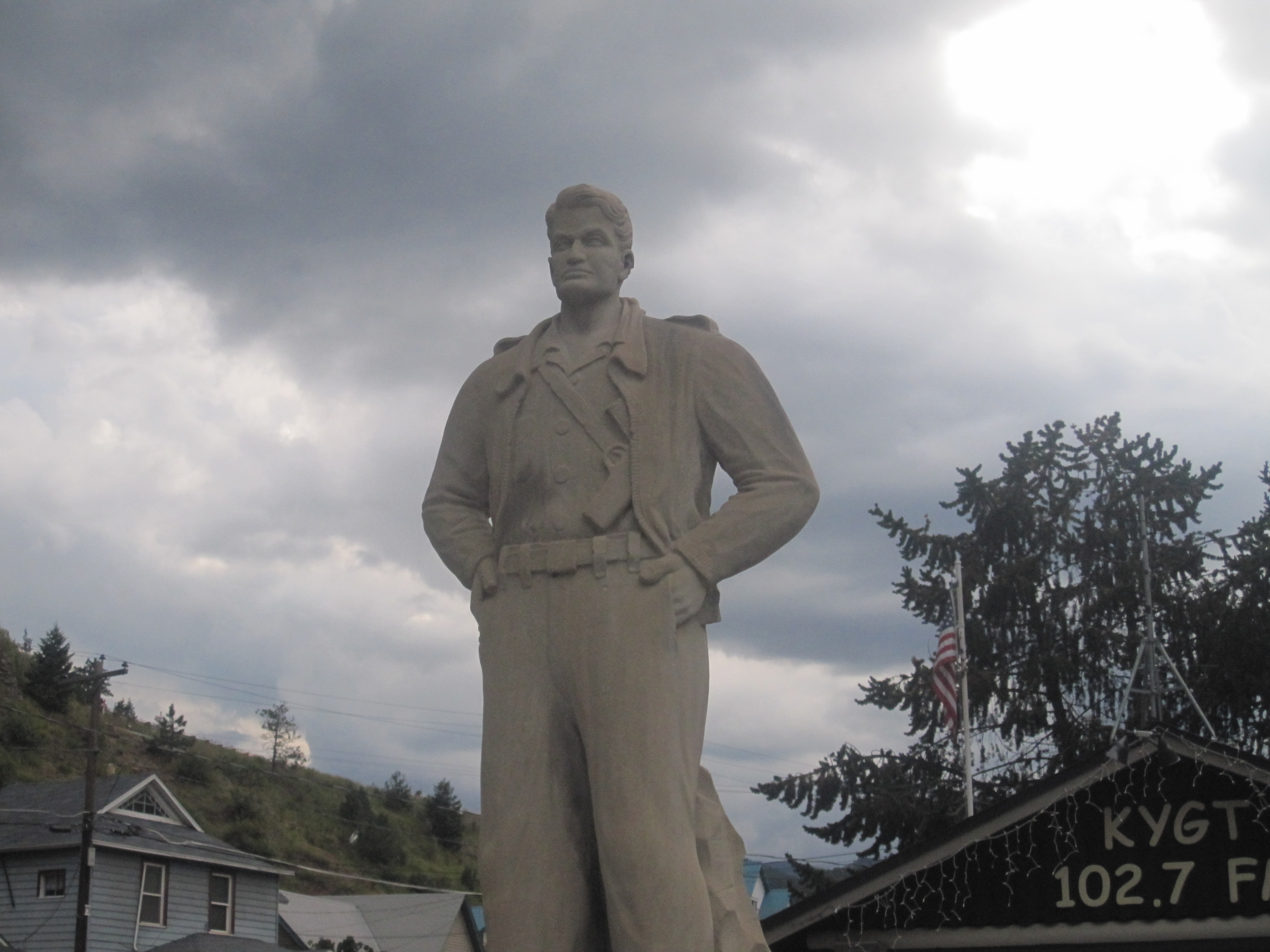
Statue de Steve Canyon, Idaho Springs.

En 1925, il œuvre au Colombus Dispatch où il rencontre Noel Sickles, dessinateur qui exercera une influence graphique sur son œuvre plus tard. Fin 1929, au paroxysme de la crise économique, Caniff et Sickles sont licenciés. Les deux compagnons ouvrent alors une agence artistique à Colombus qui ne sera pas très rentable financièrement. Milton Caniff décide de s'installer à New York en 1932. En effet, il est embauché par Associated Press pour remplacer Al Capp sur la série Col. Gilfeather. Pendant la campagne présidentielle américaine, il réalise les portraits des 35 candidats, dont celui de Franklin D. Roosevelt  qui est imprimé dans plusieurs quotidiens. Milton Caniff ensuite intervient dans l'illustration humoristique et anime Puffy the Pig et the Gay thirties.
En 1933, il travaille sur la série Dickie Dare, sa première bande dessinée d'aventures, qui sert de laboratoire à ses séries ultérieures.
En 1934, il est recruté par le Chicago Tribune New York News Syndicate.
En octobre 1934, le New York Daily News l'embauche pour créer une nouvelle série, Terry et les Pirates, sur une suggestion de Joseph Medill Patterson, qui est considérée comme une des séries essentielles du neuvième art. Pour produire son strip quotidien, il est assisté par Noel Sickles. Avec ce dernier, il a aussi réalisé des publicités sous le nom de Paul Arthur.
Pendant la guerre, il produit, de manière bénévole, une version spéciale de Terry et les Pirates, exclusivement destinée à distraire les GI, dont le personnage de Terry est absent et où évolue un personnage féminin nommé Burma. Le Miami Herald, qui paie pour avoir le droit de publier Terry se plaint de l'existence de cette série parallèle qui est, du coup, renommée Male Call, une bande dessinée nettement destinée aux adultes, qu'il cesse de produire en 1946. La même année, en décembre, il cesse de travailler sur Terry et les Pirates dont il n'est pas propriétaire. En janvier 1947, il commence sa nouvelle série, Steve Canyon pour le Field Newspaper Syndicate. Caniff reste sur ce strip jusqu'à sa mort le 3 mai 1988.
Milton Caniff a aussi illustré de nombreux ouvrages, rédigé de nombreux articles sur son travail et sur la bande dessinée. Il a de plus participé à de nombreuses conférences.  Il est aussi un des fondateurs en 1946 de The National Cartoonist Society dont il exercera la présidence de 1948 à 1949.
En 1974, il fait partie des dix-huit premiers lauréats du prix Inkpot, décerné lors de la cinquième édition du Comic-Con.

## Style
Milton Caniff, surnommé « the Rembrandt of the Comic Strip », a réussi tant sur plan narratif que sur le plan du graphisme à imposer sa propre définition de la bande dessinée.  
Milton Caniff est connu en tant que dessinateur pour son usage remarquable du noir et blanc, et par ses subtiles oppositions entre l'ombre et la lumière, héritées de Noel Sickles. Ce graphisme a inspiré de nombreux auteurs américains (tel Will Eisner) et européens (comme Victor Hubinon, Hugo Pratt, Jordi Bernet, Didier Comès) mais aussi des cinéastes (comme Alfred Hitchcock). À la sortie de son film Mélo, Alain Resnais a déclaré s'être inspiré des jeux de lumière de Milton Caniff pour ce film, bien que ce dernier soit en couleur.

## Hommage et mise en abyme
Yann Le Pennetier, dit Yann, et Philippe Berthet lui ont rendu hommage de manière explicite et malicieuse dans la série Pin-Up (éditions Dargaud).

## Œuvres publiées
Reprises :
- The Gay Thirties, 1932 - automne 1934
- Mister Gilfeather, septembre 1932 - printemps 1933

Créations :
- Dickie Dare, 31 juillet 1933 - octobre 1934
- Terry et les Pirates, 22 octobre 1933 - 29 décembre 1946
- Male Call, 24 janvier 1943 - 3 mars 1946
- Steve Canyon, 13 janvier 1947 - 4 juin 1988

## Œuvres publiées en français

### Périodiques
- Terry et les Pirates, dans Junior, 1937-1939
- Terry et les Pirates (publié sous le nom Les Aventures de François), dans L'Aventureux, 1938
- Terry et les Pirates, dans L'As, 1939
- Terry et les Pirates (publié sous le nom Barry et le Lotus d'or), dans Donald, 1947
- Steve Canyon, dans Le Journal de Paddy, 1955
- Steve Canyon, supplément à Spirou n°1506, 1967
- Terry et les Pirates, dans Comics 130, 1970-1973
- Miss Lace, dans Charlie Mensuel n°28, 1971
- Terry et les Pirates, dans Pieds Nickelés magazine, 1971-1972
- Steve Canyon, dans Tintin n°N1 à N22, 1975
- Un colonel nommé Canyon, dans Super Tintin n°2, 1978
- Terry et les Pirates : La Croisière du mystère, dans Rétro BD n°1-17, 1978-1979
- Steve Canyon 16/6/57 à 20/9/57 dans Bananas n°1, 1995

### Albums
- Terry et les Pirates, Slatkine :

1. Dragon Lady, 1980. Planches d'août 1936 à février 1937.
2. Rencontre avec Burma, 1981. Planches de décembre 1935 à août 1936.
3. La Mine d'or perdue, 1981. Planches d'octobre 1934 à juin 1935.
4. Une dangereuse passion, 1982. Planches de juin à décembre 1935.

- Steve Canyon, Glénat :

1. Steve Canyon, 1980. Planches des premières années, sans celles du dimanche.
2. Les Rebelles de Damma, 1983. Planches des premières années, sans celles du dimanche.

- Dickie Dare 1933-1934, Futuropolis, coll. « Copyright », 1983
- Male Call 1943-1946, Futuropolis, coll. « Copyright », 1983
- Steve Canyon, Gilou :

1. Vietnam, 1984. Planches des années 1960.
2. CIA, 1985. Planches des années 1960.

- Terry et les Pirates, Futuropolis, coll. « Copyright » :

1. La Princesse San Soo - Prisonniers de Papa Pizon, 1985. Planches de 1936-1937.
2. Normandie Drake n'est plus libre, 1985. Planches de 1937.
3. Pat Ryan inculpé - Le Ravisseur masqué, 1986. Planches de 1938.
4. Capitaine Judas - Général Klang - Dragon Lady, 1987. Planches de 1937-1938.
5. Dans les griffes de Klang - La Petite Peste sans nom, 1988. Planches de 1938.
6. Un séjour de rêve, 1989. Planches de 1938.

- Steve Canyon, Glénat/Gilou :

1. Copperhead - Delta, 1987. Planches de 1946-1947.
2. Le Pétrole d'Easter - Les Joyaux d'Afrique, 1988. Planches de 1947-1948.
3. Sabotage médical - Lady X, 1989. Planches de 1948.

- Intégrale Terry et les Pirates, Zenda, édition en couleurs :

1. 1934-1935, 1990
2. 1935-193 6, 1991

- Male Ca ll, Toth, 2004
- Terry et les Pirates, BdArtist(e), édition en NB :

1. Vol.1 1934-1936, 2010
2. Vol.2 1936-1938, 2011

## Récompenses
- 1947 : prix Billy DeBeck (Reuben), pour Steve Canyon[5].
- 1958 : Té d'argent de la National Cartoonists Society (NCS)[5]
- 1972 : 
  - Prix Reuben pour Steve Canyon[5]
  - Prix Elzie Segar de la NCS[6].
- 1974 : Prix Inkpot[7]
- 1978 :  prix Yellow-Kid « Une vie consacrée au cartoon » remis par l'organisation du festival de Lucques, pour l'ensemble de son œuvre[8]
- 1980 : Prix du comic strip de la NCS pour Steve Canyon[5]
- 1982 : Clef d'or de la NCS, pour l'ensemble de sa carrière[5]
- 1988 : Temple de la renommée Will Eisner[9]